# Hans Erkens

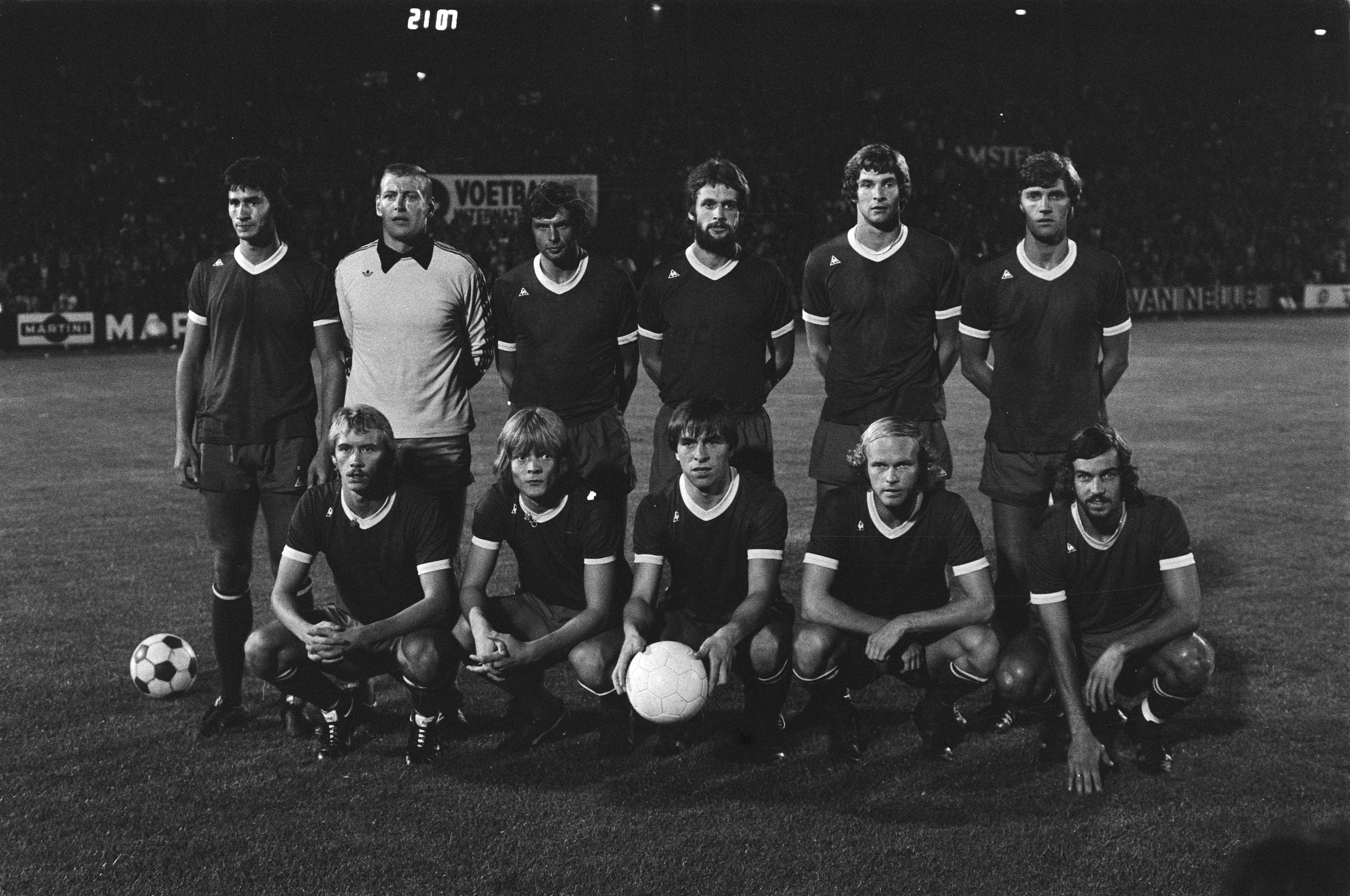
Amsterdam-701-toernooi. 8-8-1976, finale Ajax Amsterdam-Anderlecht Brussel 1-3. Achter: Tscheu La Ling, Piet Schrijvers, Wim Suurbier, Hans Erkens, Pim van Dord, Ruud Krol, voor: Dick Schoenaker, Sören Lerby, Johnny Dusbaba, Ruud Geels, René Notten.

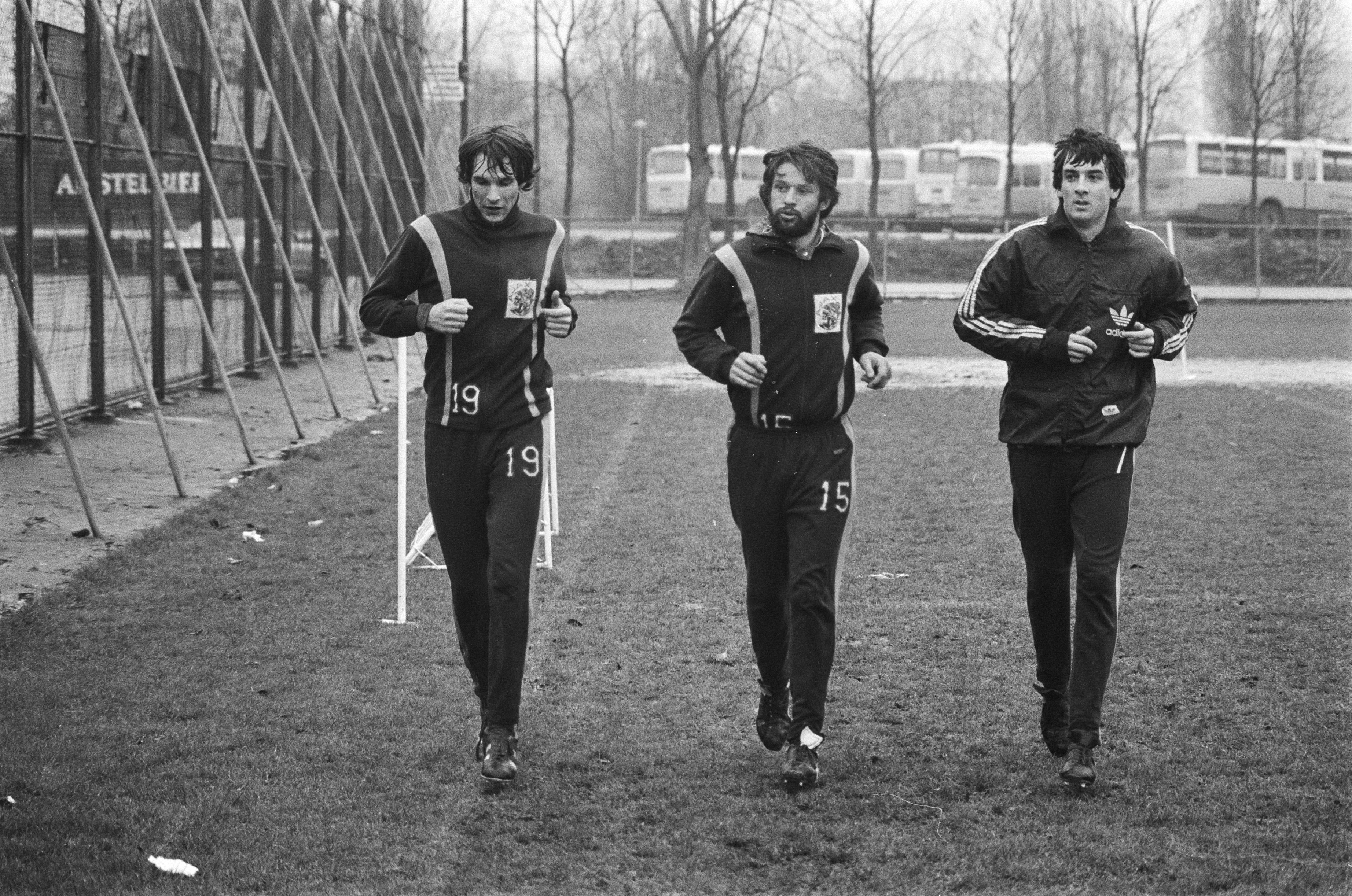
4-12-1978. Training Ajax in verband met returnduel derde ronde Europa Cup III-toernooi (Ajax-Honved Boedapest 2-0). Van links naar rechts: Pim van Dord, Hans Erkens en Ray Clarke. Op de achtergrond NZH-streekbussen (Noord-Holland, Zuid-Holland).

Hans Erkens (Schinnen, 14 juli 1952) is een voormalig Nederlands voetballer, die onder meer voor AFC Ajax heeft gespeeld (juli 1976-juni 1979).
Erkens is de oudste zoon van Jan Erkens en Mil Erkens-Bindels. Zijn ouders hadden in Schinnen aan de Dorpsstraat een ijzerwarenwinkel waar hij regelmatig meehielp. Op jonge leeftijd ging hij voetballen bij de plaatselijke voetbalvereniging SV Schinnen, die haar terrein had aan de Krekelberg. Nadat Erkens was ontdekt door een scout, ging het snel met zijn voetbalcarrière. Zo heeft hij na Fortuna SC nog drie jaar gevoetbald voor AFC Ajax. Bij Ajax speelde Erkens op het middenveld. Met Ajax werd hij landskampioen in 1976/77 en 1978/79, in 1977/78 eindigde Ajax als tweede in de eredivisie, kort achter PSV. In 1977/78 en 1978/79 speelde Ajax de KNVB Bekerfinale, in 1978/79 werd Ajax tevens winnaar van de KNVB Beker. In 1977/78 werd een kwartfinale van de Europa Cup I voor landskampioenen bereikt.
Erkens presenteert op de regionale televisie een reisprogramma voor een provinciaal reisbureau.
In maart 2006 start Hans Erkens als topman bij de voetbalclub Fortuna Sittard, in de raad van commissarissen. Hij was ook coach van SV Schinnen, de voormalige lokale voetbalclub van zijn woonplaats. In 2020 is Hans secretaris van amateurvoetbalvereniging Alfa Sport.
Bij Fortuna Sittard heeft hij vanwege de financiële situatie van de club, toegewerkt naar een fusie met een of meerdere andere Limburgse voetbalclubs. Zo werd op 2 april 2009 bekend dat Fortuna Sittard zou gaan fuseren met Roda JC tot Sporting Limburg. De fusieplannen zijn echter een week later stopgezet, waardoor Fortuna Sittard toch als zelfstandige voetbalclub verdergaat. Hans Erkens stond sinds zijn aantreden op gespannen voet met de supporters van de club. Het aansturen op de fusie leidde zelfs tot vernielingen aan zijn huis en doodsbedreigingen aan hem en zijn familie. Op 14 april 2009 werd bekend dat hij per direct opstapt bij Fortuna Sittard.